# Abraham Mignon

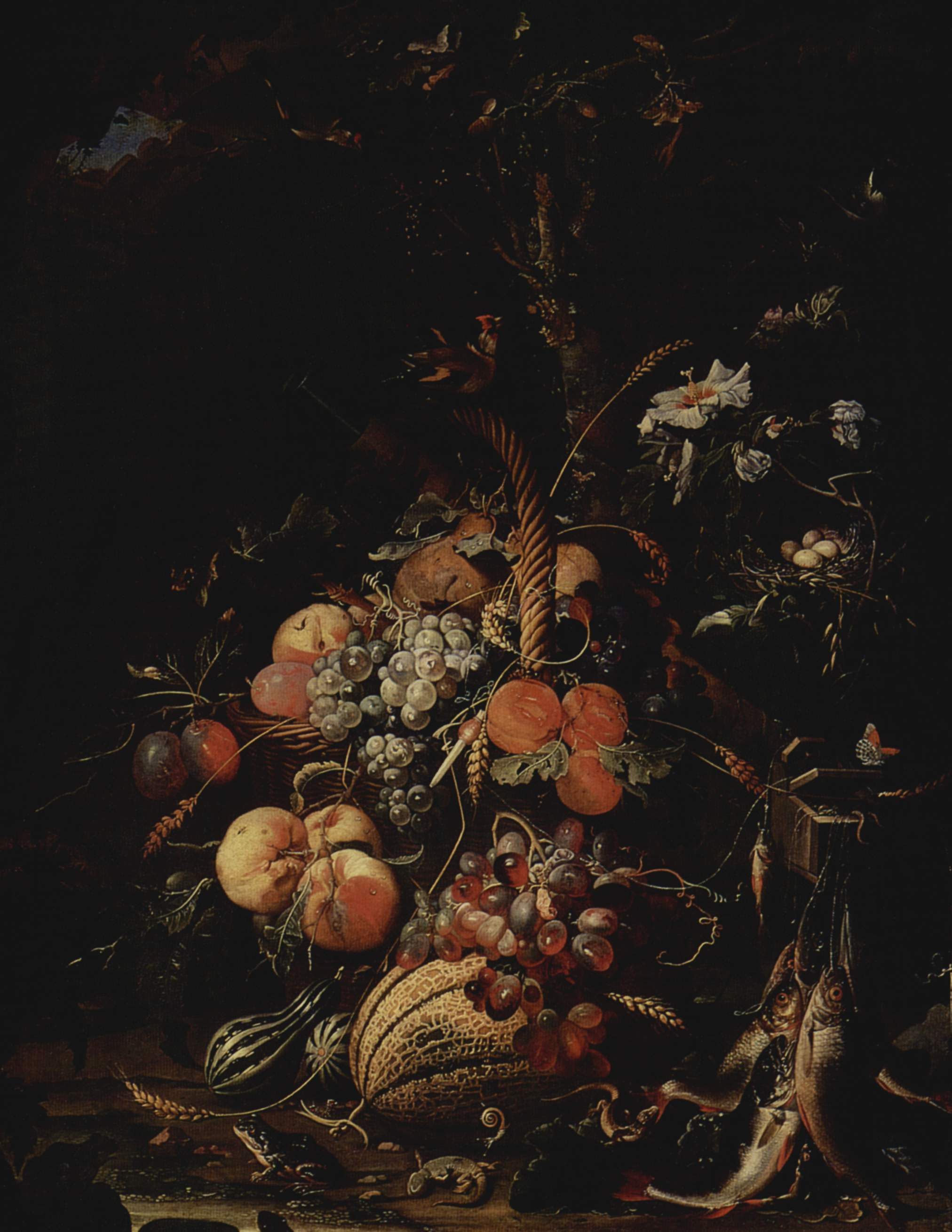
Naturaleza muerta por Abraham Mignon (después de 1672) óleo sobre lienzo, 92 x 72,7 cm, Museo Wallraf-Richartz, Colonia.

Abraham Mignon (Fráncfort del Meno, 21 de junio de 1640 - Utrecht, 27 de marzo de 1679), fue un pintor neerlandés de origen alemán.
Su padre, un mercader, lo dejó con el pintor de naturaleza muerta Jacob Marrel, con quien viajó a los Países Bajos alrededor de 1660. Después trabajó bajo las órdenes de Jan Davidszoon de Heem en Utrecht, donde en 1675 se casó con la hija del pintor Cornelis Willaerts. Anna Maria Sibylla Merian (1647-1717), hija del grabador Matthäus Merian, el Viejo, se convirtió en su aprendiz y alcanzó distinción como pintora de flores. 
Mignon se dedicó casi exclusivamente a pintar flores, fruta y pájaros y otro tipo de naturaleza muerta, aunque en ocasiones probó con los retratos. Sus obras sobre flores están marcadas por un acabado detallado y un tratamiento delicado. Su esquema favorita era introducir rosas rojas o blancas en el centro del lienzo y colocar el grupo entero de flores contra un fondo oscuro.
No se puede ver mejor las ventajas de su obra que en la galería de Dresde, que contiene quince de sus pinturas, doce de las cuales están firmadas. Seis de sus pinturas se encuentran en el Louvre, cuatro en el Hermitage, y se pueden encontrar otros ejermplos en museos de Bilbao, Ámsterdam, La Haya, Róterdam, Bruselas, Múnich,  Karlsruhe, Brunswick, Kassel, Schwerin, Copenhague, Varsovia y Turín.